# Quintet (entreprise)
Pour les articles homonymes, voir Quintet (homonymie).
Quintet (株式会社クインテット, Kabushiki gaisha Kuintetto) est un studio japonais de développement de jeux vidéo fondé en avril 1989 et basé à Tōkyō.

## Histoire
Quintet est une société japonaise de développement de jeu vidéo. Son nom fait référence à la terminologie musicale et traduit en l'occurrence une composition de 5 éléments de game design : l'élaboration, les graphismes, le son, la programmation et la production.
La société a surtout été active dans les années 1990, période durant laquelle sa collaboration avec Enix fut importante.
Le président et le directeur de Quintet est Tomoyoshi Miyazaki, qui a assuré entre autres l'écriture des scénarios de la série Ys avant la fondation de la société. Il a par ailleurs collaboré avec Masaya Hashimoto, directeur principal de Quintet, qui a lui aussi travaillé en tant que designer et programmeur sur la série Ys.
Le premier jeu qui a fait connaitre la société est ActRaiser, un jeu de gestion et de plates-formes (Legacy of the Wizard, un action-RPG sorti en 1987, semble être le premier jeu du studio, cependant, d'après Yoshio Kiya, l'un des créateurs du jeu, le "quintet" auquel il fait référence durant ses crédits n'a aucun rapport avec l'entreprise).
Un peu plus tard, la société laisse une empreinte définitive avec la sortie de Soul Blazer en 1992 (1994 en Europe), puis de Illusion of Time en 1993 (1995 en Europe) et enfin de Terranigma en 1995 (1996 en Europe). Ces trois jeux, nommés SoulBlazer Trilogy par les fans, se sont distingués par les différents thèmes traités, considérés comme adultes et graves (la mort, la pauvreté). Cependant, après cet âge d'or, Quintet a peu à peu disparu du paysage vidéoludique, ne laissant quasiment aucune trace depuis 2002.
En effet, en réponse aux nombreuses interrogations de fans qui s'inquiétaient du manque de nouvelles de la part du développeur, celui-ci a posté un message en 2002 sur son site officiel dans lequel il annonce: "Comme nous ne pouvons en ce moment communiquer aucune information, nous allons fermer le forum". Ainsi peu de temps après, le forum du site fut effectivement clôturé. Plus tard, en 2008, c'est le site entier de Quintet qui subit le même sort.
On peut constater malgré tout que depuis 2002, des personnalités du studio sont intervenues dans le développement de certains jeux, sans que toutefois Quintet ne soit impliqué directement en tant que développeur.

## Liste de jeux
- 1990 : ActRaiser (Super Nintendo)
- 1992 : Soul Blazer (Super Nintendo)
- 1993 : ActRaiser 2 (Super Nintendo)
- 1993 : Illusion of Time (Super Nintendo)
- 1994 : Robotrek (Super Nintendo)
- 1995 : Terranigma (Super Nintendo)
- 1998 : Solo Crisis (Saturn)
- 1998 : Code R (Saturn)
- 1999 : Planet Laika (PlayStation, codéveloppé avec Zeque)
- 1999 : Brightis (PlayStation, codéveloppé avec Shade et Arc Entertainment)
- 1999 : Godzilla Generations: Maximum Impact (Dreamcast, codéveloppé avec DiGi Plannet)
- 2001 : The Zero Yon (PlayStation)
- 2002 : Majikaru hōshin (ja) (Game Boy Advance)
- 2002 : 落語タイピング寄席 楽太郎の真打 (Windows)
- 2006 : Bleach: Hanatareshi Yabou (PlayStation 2, réalisation et son)[3]

### En tant queShade
- 1997 : The Granstream Saga (PlayStation)

### Annulés
- The 7th Saga 2: Mystic Ark (Super Nintendo) - celui-ci ayant été réalisé par Enix en compagnie de Produce.